# Dioclea grandiflora
Dioclea grandiflora là một loài thực vật thuộc họ Đậu, bản địa của châu Mỹ.

## Hình ảnh

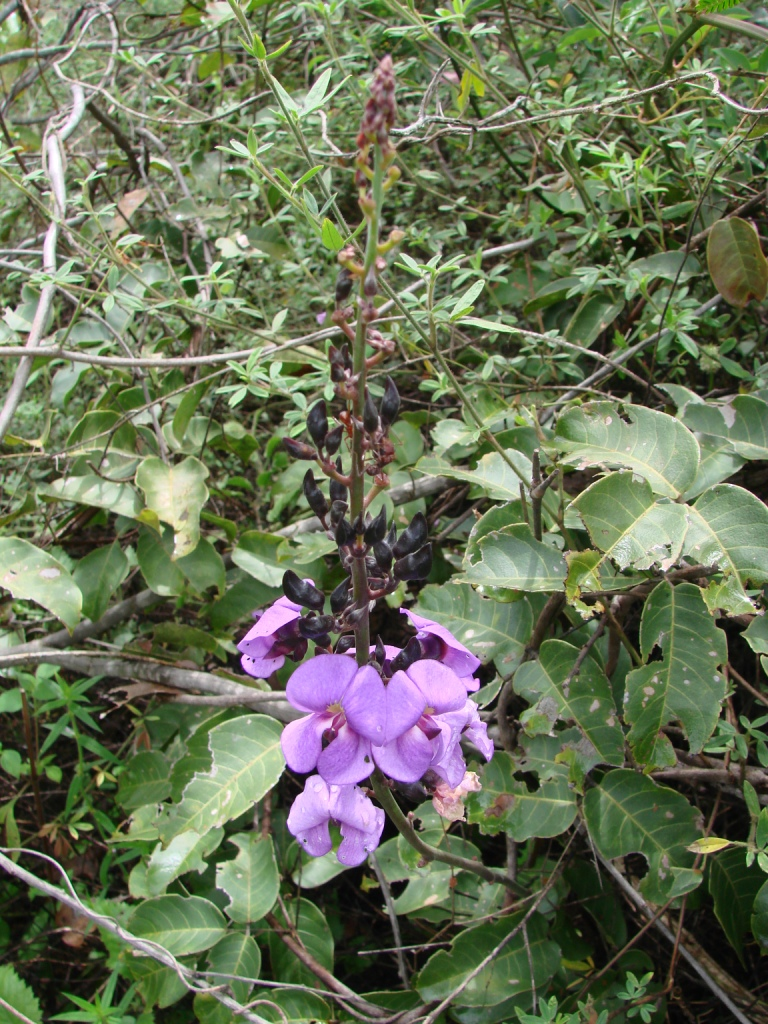